# Owl City
Owl City – amerykański synthpopowo-elektroniczny projekt muzyczny założony w 2007 roku w Owatonnie przez Adama Younga, muzyka, wokalistę, multiinstrumentalistę i twórcę innych muzycznych projektów (m.in. Sky Sailing, Port Blue).
Adam Young zaczął tworzyć muzykę w piwnicy rodziców, co było spowodowane kłopotami z bezsennością. Za inspirację uznaje europejskie disco oraz muzykę elektroniczną. Po wydaniu dwóch niezależnych albumów (Of June i Maybe I’m Dreaming) Owl City podpisało kontrakt z dużą wytwórnią, a płyta Ocean Eyes przyniosła Youngowi popularność. Album w kwietniu 2010 roku pokrył się platyną w Stanach Zjednoczonych. Singel Fireflies pokrył się siedmiokrotną platyną i przez dwa tygodnie pozostawał na szczycie Billboard Hot 100.
W 2011 roku Owl City wydało trzeci studyjny album All Things Bright and Beautiful, który poprzedził płytę The Midsummer Station (sierpień 2012) i minialbum The Midsummer Station – Acoustic EP (lipiec 2013).
Piosenki Owl City pojawiły się w filmach animowanych: Legendy sowiego królestwa: Strażnicy Ga’Hoole, Ralph Demolka, Krudowie i Smerfy 2. Największe sukcesy Owl City uzyskało poprzez współpracę z Carly Rae Jepsen i po nagraniu piosenki When can I see you again? do filmu Ralph Demolka.
Owl City wyróżnione zostało w zestawieniu BBC Sound jako jedna z piętnastu nadziei muzycznych 2010 roku.
Od 2018 roku Owl City nie wydaje albumów, a projekt jest zawieszony. W 2023 roku planowane jest jednak wydanie nowego albumu.

## Historia

### Of JuneiMaybe I’m Dreaming(2007–2008)
Adam Young, korzystając z serwisu Myspace, zamieszczał w Internecie piosenki, które skomponował w piwnicy rodziców. Uzyskał w ten sposób liczną grupę fanów zainteresowanych jego muzyką, z którymi utrzymywał kontakt za pomocą e-maili oraz bloga.
W 2007 roku jako Owl City – wydał EP zatytułowane Of June (15. miejsce na Billboard Electronic Albums), a w 2008 ukazał się album Maybe I’m Dreaming (13. miejsce na Billboard Electronic Albums). Pierwsze dwie płyty były wydawnictwami niezależnymi. W lutym 2009 roku poinformowano, że Owl City podpisało kontrakt z wytwórnią Universal Republic.

### Ocean Eyes(2009–2010)
Trzeci album Owl City, Ocean Eyes, miał premierę w iTunes 14 lipca 2009 roku i zadebiutował na 27. miejscu Billboard 200. Z tego albumu pochodzą trzy single: Umbrella Beach, Vanilla Twilight i Fireflies.
Podczas koncertów na scenie Youngowi towarzyszyli: Breanne Duren (wokal poboczny/instrumenty klawiszowe), Matthew Decker (perkusja), Laura Musten (skrzypce) oraz Hannah Schroeder (wiolonczela). W 2010 roku Owl City wraz z kanadyjską wokalistką Lights odbyło trasę koncertową, obejmującą Stany Zjednoczone, Australię, Azję i Europę.
Z Owl City występował kilkakrotnie wokalista Relient K, Matthew Thiessen, który także pojawił się w części piosenek z Ocean Eyes, w tym w Fireflies, gdzie stanowił poboczny wokal. Z kolei Young był producentem utworu Terminals dla Relient K. Thiessen przyznał, że istnieje duże prawdopodobieństwo, iż Young będzie w przyszłości producentem jego projektu muzycznego Goodbye Dubai.

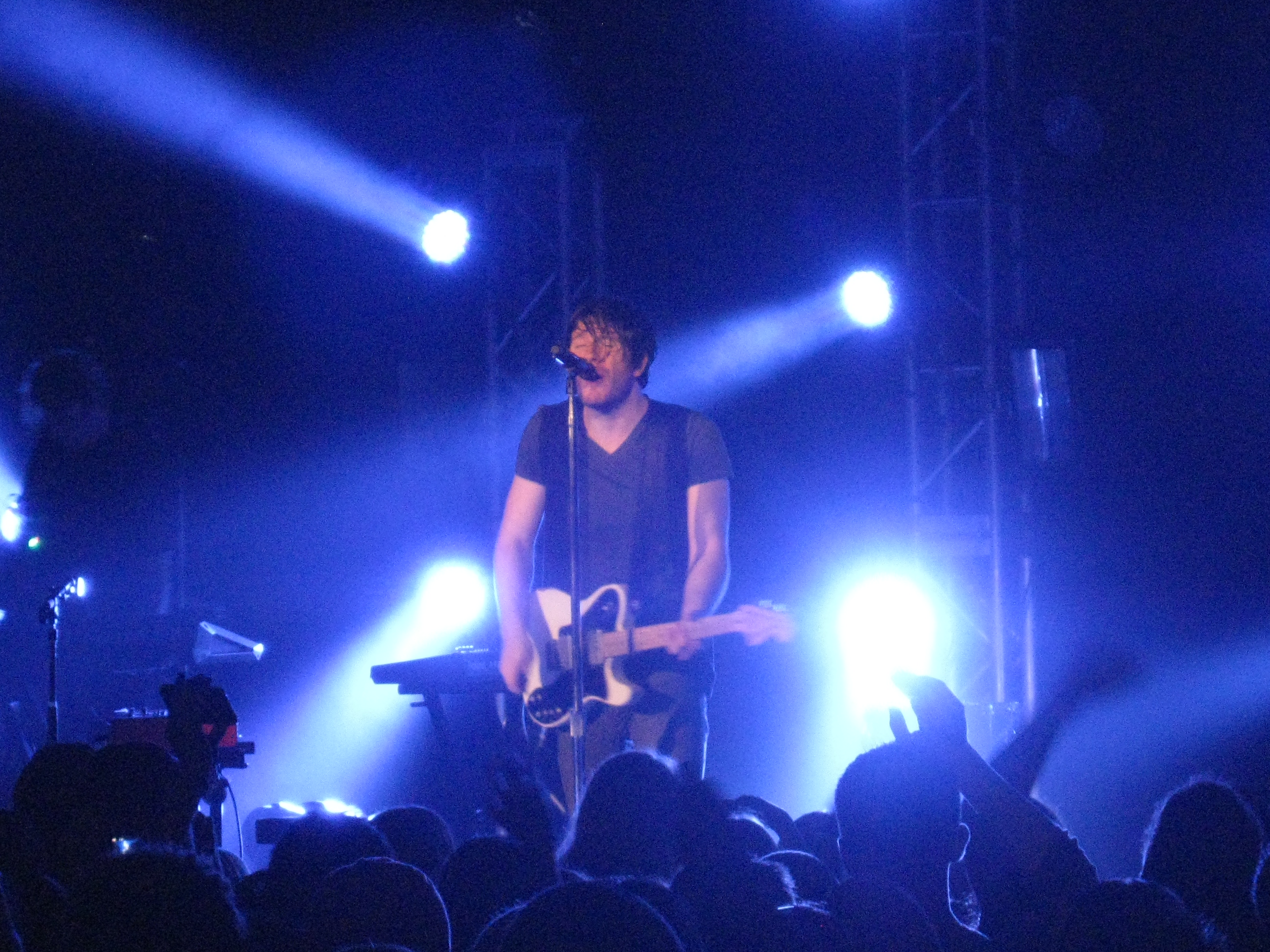
Owl City podczas koncertu w 9:30 Club w Waszyngtonie (listopad 2011)

Fireflies był początkowo darmowo dostępny za pośrednictwem gry na iPoda i iPhone’a Tap Tap Revenge 3. Jeszcze przed oficjalnym wydaniem albumu oraz samego singla Steve Hoover został wybrany na reżysera teledysku Fireflies. Oficjalna premiera wideoklipu miała odbyć się na Myspace, jednak kilka godzin wcześniej teledysk przeciekł do Internetu i został zamieszczony na Dailymotion oraz YouTube. Singel stał się hitem w Stanach Zjednoczonych i przez dwa tygodnie pozostawał na szczycie Billboard Hot 100. Piosenka Sunburn znalazła się na ścieżce dźwiękowej serialu telewizyjnego 90210, a utwór The Technicolor Phase – na ścieżce dźwiękowej filmu Alicja w Krainie Czarów Tima Burtona.
W 2010 roku Young ujawnił swój kolejny projekt muzyczny – Sky Sailing – który założył w 2006 roku, zanim zaczął tworzyć jako Owl City. Pierwszy album Sky Sailing, An Airplane Carring Me To Bed, ukazał się 13 lipca 2010 roku na iTunes.
We wrześniu 2010 utwór To the Sky znalazł się na ścieżce dźwiękowej filmu Legendy sowiego królestwa: Strażnicy Ga’Hoole. W październiku na swojej stronie internetowej Young zamieścił cover piosenki praise & worship In Christ Alone, a w listopadzie ukazał się świąteczny utwór Peppermint Winter.

### All Things Bright and Beautiful(2010–2011)
W lutym 2011 roku ogłoszono tytuł kolejnej płyty Owl City – All Things Bright and Beautiful. Album, na którym znalazły się single: Alligator Sky (feat. Shawn Christopher), Galaxies i Deer in the Headlights ukazał się 14 czerwca 2011.
W tym samym roku, podczas występu Owl City w Club Nokia w Los Angeles, powstał film zawierający nagranie z koncertu oraz wywiad z Youngiem.

### The Midsummer Station(2011–2012)
W sierpniu 2012 ukazał się kolejny album Owl City – The Midsummer Station – zawierający m.in. piosenki: Shooting Star, Dementia – nagraną razem z Markiem Hoppusem (Blink-182) – i Good Time – powstałą przy współpracy z Carly Rae Jepsen. W tym samym miesiącu Young opublikował dwa nowe utwory, Beautiful Mistery i Paper Tigers. W październiku ukazał się singiel When Can I See You Again? do filmu Ralph Demolka.

### The Midsummer Station – Acoustic EP(2013)
W grudniu 2012 roku Young rozpoczął pracę nad piątym albumem studyjnym.
4 marca 2013 ukazał się singiel Shine Your Way, powstały przy współpracy z malezyjską piosenkarką Yuną, który został włączony do ścieżki dźwiękowej filmu Krudowie. Piosenka Owl City, Wonderfilled, znalazła się w maju 2013 w reklamie ciastek Oreo, a w czerwcu kolejny singiel, Live It Up, zamieszczono na ścieżce dźwiękowej filmu Smerfy 2. 30 lipca 2013 ukazał się minialbum The Midsummer Station – Acoustic, na którym znalazły się akustyczne wersje Good Time, Shooting Star, Gold oraz dwa niepublikowane wcześniej utwory: I Hope You Think Of Me oraz Hey Anna. 8 kwietnia 2014 roku pojawił się nowy utwór Beautiful Times (powstały przy współpracy z Lindsey Stirling), zapowiadający kolejną płytę.

### Ultraviolet EP(2014)
27 czerwca 2014 roku wydano minialbum Ultraviolet zawierający cztery premierowe piosenki (Beautiful Times, Up All Night, This Isn’t The End, Wolf Bite).

### Mobile Orchestra(2015)
10 lipca 2015 został zaprezentowany album Mobile Orchestra. Zawiera on dziesięć piosenek – Verge, I Found Love, Thunderstruck, My Everything, Unbelievable, Bird With a Broken Wing, Back Home, Can’t Live Without You, You’re Not Alone i This Isn’t The End.

### Cinematic(2018)
1 czerwca 2018 roku wydano album pod tytułem Cinematic, który był inspirowany ważnymi wydarzeniami z życia autora. Płyta nawiązuje do stylu charakterystycznego dla początków Owl City, z elementami rocka. Jest to pierwszy album Owl City, który został wydany niezależnie, bez wsparcia wytwórni płytowej, czego skutkiem jest dostępność płyty jedynie w wydaniu cyfrowym.
Lista utworów:
1. Fiji Water
2. The 5th of July
3. All My Friends
4. House Wren
5. Not All Heroes Wear Capes
6. Montana
7. Lucid Dream
8. Always
9. Cloud Nine
10. Winners Never Quit
11. Madeline Island
12. Be Brave
13. New York City
14. Firebird
15. Cinematic
16. All My Friends (Alt Version)
17. Montana (Alt Version)
18. Firebird (Alt Version)

## Wpływy i inspiracje muzyczne
Young wymienia Imogen Heap, Relient K, Boards of Canada i Armina van Buurena jako artystów, którzy mają wpływ na jego twórczość.

## Dyskografia
- Of June (2007)
- Maybe I’m Dreaming (2008)
- Ocean Eyes (2009)
- All Things Bright and Beautiful (2011)
- The Midsummer Station (2012)
- The Midsummer Station - Acoustic (2013)
- Ultraviolet (2014)
- Mobile Orchestra (2015)
- Cinematic (2018)